# Гари Њуман
Гари Ентони Џејмс Веб (енгл. Gary Anthony James Webb; Лондон, 8. март 1958), познатији као Гари Њуман (енгл. Gary Numan), је енглески певач, текстописац и музичар. Сматра се једним од пионира електронске музике и опште је познат по својим хитовима из 1979. године - Cars и Are 'Friends' Electric.
Прве песме почео је да компонује са 15 година. Свирао је у разноразним бендовима попут Mean Streei и The Lasers пре него што је основао свој панк бенд Tubeway Army.
Њуман се убрзо истакао као певач, писац и продуцент бенда Tubeway Army. Први уговор са издавачком кућом Beggars Banquet Records потписали су 1978. године. Убрзо су издали прва два сингла, That's Too Bad и Bombers. Касније исте године издали су свој први албум Tubeway Army, инспирисан Новим таласом. Албум је открио Њуманову фасцинацију дистопијским темама из научне фантастике, али и оно што је важније, синтисајзерима.
Подстакнут успехом, распушта бенд Tubeway Army и издаје сингл Cars који је на врху топ листе. Албум  The Pleasure Principle, с којег је песма Cars, такође заседа на прво место топ листе најпродаванијих албума.
Осамдесетих година, Њуман је поново освојио топ листе са албумом Telekon али синглови са тог албума нису следили успех претходника. После тога је имао пад популарности, међутим упркос свему томе, Њуман је добио армију обожавалаца који су се прозвали Њуманоидима. Били су довољно лојални да га прате и кроз тешке тренутке крајем осамдесетих.
Носио је костиме, шминку и био је инспирисан Дејвидом Боувијем и појединим електронским бендовима попут Алтравокса. Укупно је издао око двадесетак албума у каријери.
Ожењен је са Џемом О'Нил и имају троје деце, две кћерке и сина. У биографији, коју је издао 1997. године, Њуман је напоменуо да можда болује од блаже верзије Аспергеровог синдрома. Због тога понекад има проблема у комуникацији с другим људима. Њуман је од раних осамдесетих лиценцирани пилот и страствени летач. Поседовао је неколико авиона са којима је изводио акробатске летове.

## Дискографија

### Албуми
| - 1978. Tubeway Army - 1979. Replicas - 1979. The Pleasure Principle - 1980. Telekon - 1981. Dance - 1982. I, Assassin - 1983. Warriors - 1984. Berserker - 1985. The Fury - 1986. Strange Charm - 1988. Metal Rhythm - 1989. Automatic - 1991. Outland | - 1992. Machine + Soul - 1994. The Radial Pair - 1994. Sacrifice - 1995. Human - 1997. Dawn - 1997. Exile - 2000. Pure - 2006. Jagged - 2011. Dead Son Rising - 2013. Splinter (Songs from a Broken Mind) - 2017. Savage (Songs from a Broken World) - 2021. Intruder |